# Bella Villa
Bella Villa és una població dels Estats Units a l'estat de Missouri. Segons el cens del 2000 tenia 687 habitants.

## Demografia
Segons el cens del 2000, Bella Villa tenia 687 habitants, 336 habitatges, i 185 famílies. La densitat de població era de 2.040,4 habitants per km².
Dels 336 habitatges en un 17,6% hi vivien nens de menys de 18 anys, en un 41,7% hi vivien parelles casades, en un 10,7% dones solteres, i en un 44,9% no eren unitats familiars. En el 39,3% dels habitatges hi vivien persones soles el 20,8% de les quals corresponia a persones de 65 anys o més que vivien soles. El nombre mitjà de persones vivint en cada habitatge era de 2,04 i el nombre mitjà de persones que vivien en cada família era de 2,68.
Per edats la població es repartia de la següent manera: un 15,4% tenia menys de 18 anys, un 7,3% entre 18 i 24, un 31,3% entre 25 i 44, un 24,6% de 45 a 60 i un 21,4% 65 anys o més.
L'edat mediana era de 42 anys. Per cada 100 dones de 18 o més anys hi havia 83,3 homes.
La renda mediana per habitatge era de 36.827 $ i la renda mediana per família de 50.313 $. Els homes tenien una renda mediana de 31.406 $ mentre que les dones 28.672 $. La renda per capita de la població era de 21.692 $. Entorn del 5,6% de les famílies i el 7,2% de la població estaven per davall del llindar de pobresa.

## Poblacions més properes
El següent diagrama mostra les poblacions més properes.